# 39大道車站 (BMT阿斯托利亞線)
39大道車站（英語：39th Avenue station），又稱「39大道-荷蘭溪車站」（英語：39th Avenue–Dutch Kills station），是紐約地鐵BMT阿斯托利亞線的一個慢車地鐵站，位於皇后區長島市39大道及31街交界，設有N線（任何時候停站）與W線（僅平日停站）列車服務。

## 歷史
此站在1917年2月1日連同阿斯托利亞線一同啟用，起初是IRT的路線，現為IRT法拉盛線的皇后區線分支，列車來往大中央至阿斯托利亞。1917年7月23日，由IRT第二大道線分支的高架鐵路皇后區大橋啟用。當時所有往皇后區廣場的高架列車使用阿斯托利亞線，而所有地鐵列車使用可樂娜線，後來改為梅花間竹地往不同支線開行列車。此站在1923年4月8日起開始有BMT使用高架列車作接駁。
1949年10月17日，阿斯托利亞線成為只有BMT的路線，因為皇后區廣場車站的軌道已經固定，阿斯托利亞線的月台更被削走以容許BMT列車在上營運。起初服務由平日運行的「布萊頓慢車」（BMT 1）以及任何時段運行的「百老匯-第四大道慢車」（BMT 2）提供。

### 車站翻新
此站月台與阿斯托利亞線其餘6個車站在1950年延長至610英尺（190）以容許10節列車:23。總花費86.3萬美元。路線的訊號需要修改以考慮延長的月台:633, 729。
在2015－2019年MTA資金計劃，車站與其他三十個紐約地鐵車站進行翻新，並關閉幾個月。更新內容包括蜂窩服務、Wi-Fi、充電站、改善指示牌、改善車站燈光。第二批次的翻新合約包括30大道、百老匯、36大道以及39大道車站在2017年4月14日批出予斯堪卡。此站與百老匯車站一同在2018年7月2日關閉，並在2019年1月28日重開。在荷蘭溪公民協會的要求下安裝的新站名牌顯示為「39大道-荷蘭溪」。

## 車站結構
| P 月台層 | 側式月台，右側開門 | 側式月台，右側開門                                                      |
| P 月台層 | 南行慢車           | ← 往康尼島-斯提威爾大道 (皇后區廣場) ← 平日往白廳街-南碼頭 (皇后區廣場) |
| P 月台層 | 尖峰快車           | ← 無定期服務                                                            |
| P 月台層 | 北行慢車           | → (平日) 往阿斯托利亞-迪特馬斯林蔭路 (36大道) →                         |
| P 月台層 | 側式月台，右側開門 |                                                                         |
| M        | 夾層               | 往出入口、閘機、MetroCard自動售票機                                     |
| G        | 街道層             | 出入口                                                                  |

此高架車站在1917年2月1日啟用。此站設有兩個側式月台和三條軌道，中央軌道不營運。中央軌道在此站以南匯入兩條外側軌道。
兩個月台全長都有米色屏風，月台中央部分有紅色雨棚和綠色的支柱。站名牌以標準的黑底白字印制。

### 出口
此站在月台和軌道中央下方設有一個車站大廳。各月台分別設有兩條樓梯下降至下通道，並設有閱報架和小型閘機。付費區外設有詢問處和兩條樓梯下降至39大道和31街交界的西北角和東南角。月台樓梯的下底設有緊急閘門可直接下降至樓梯的頂端。

## 外部連結
- 维基共享资源上的相關多媒體資源：39大道車站
- nycsubway.org—BMT Astoria Line: 39th/Beebe Aves.
- Station Reporter — N Train
- TheSubwayNut - 39th Avenue（页面存档备份，存于）
- 39th Avenue entrance from Google Maps Street View（页面存档备份，存于）
- Platforms from Google Maps Street View